# The Flowers of Romance (gruppo musicale)
I The Flowers of Romance furono un gruppo musicale punk britannico, formato alla metà del 1976 da Jo Faull e Sarah Hall. La band non arrivò mai a suonare dal vivo in concerto o a pubblicare singoli e album discografici, ma nonostante questo, come i London SS e i Masters of the Backside, il nome del gruppo è rimasto celebre per la quantità di suoi membri che poi sarebbero confluiti in altri gruppi rock famosi; la formazione includeva infatti: Sid Vicious dei Sex Pistols, Keith Levene (prima nei The Clash e poi nei Public Image Ltd), Palmolive e Viv Albertine, poi nelle The Slits. Anche se non suonò mai in pubblico, la band venne intervistata dalla fanzine SCUM, e nel corso dell'intervista Sid Vicious proclamò: «Mi limiterò a essere il teppista che sono ora».
La canzone Belsen Was a Gas ebbe origine in questa band, e venne successivamente suonata dai Sex Pistols, dai Public Image Ltd, e dallo stesso Sid Vicious (spesso indicato come autore ufficiale del brano) come solista. Inoltre, Viv Albertine scrisse So Tough per il gruppo, anche se la canzone finì poi sul primo album delle Slits Cut.
Il nome della band, acquisito uno status quasi leggendario, divenne in seguito il titolo di una delle prime canzoni dei Sex Pistols, il titolo del terzo album dei Public Image Ltd, ed infine, il titolo dell'omonima title track dell'album in questione.

## Formazione
- Sid Vicious - voce
- Keith Levene - chitarra
- Viv Albertine - chitarra
- Jo Faull - chitarra
- Marco Pirroni - chitarra (per brevissimo tempo)[2]
- Sarah Hall - basso
- Palmolive - batteria